# 行星环

土星的F環和牧羊犬衛星普羅米修斯和潘朵拉。

行星環是指圍繞著行星運轉的宇宙塵和小顆粒形成扁平盤狀的區域。最廣為人知的行星環就是圍繞著土星的土星環，但是太陽系的其他三顆氣體巨星（木星、天王星和海王星）也有自己的行星環。
最近的報告認為土星的衛星麗亞可能也有自己的環系統，它可能成為唯一擁有自己的環系統的衛星。

## 回顧
行星環的形成有三種可能的方法：來自原本就存在於洛希極限內，不能形成衛星的原行星盤物質；來自天然衛星遭受巨大撞擊後產生的碎屑；或是在洛希極限內受到潮汐力拉扯而瓦解的天然衛星產生的碎屑。多數的環被認為是不穩定的，經過數千萬或數億年的歲月便會消失，但是土星環看起來非常古老，可以追溯至太陽系的早期。 
環內的微粒有各種不同的組成，它們可能是矽酸鹽或冰的塵粒，也可能有大的岩石和卵石，並且於2007年在土星環內偵測到來自8顆小衛星造成的潮汐效應。
有時，可以發現環的牧羊犬卫星，這是在環的外緣或是環內的縫隙中的小衛星。這些牧羊犬衛星的引力使環的邊緣呈現明銳的界限；靠近這些牧羊犬衛星的物質不是被吸引進入環內，就是被驅離這個系統，或是被吸積進入衛星自身內。
一些在木星內側的小衛星，像是米提斯和阿德拉斯提爾，是在木星環內且在洛希極限內的衛星，環內的物質可能就是木星的潮汐力成功的從這些衛星扯下來的；或是環中的微粒撞擊這些衛星表面產生更多的微粒。
在洛希極限內的衛星必須能靠本身的機械力量而不是引力凝聚在一起，並且表面鬆散的材料將會簡單的"掉落"成為環中的物質。
海王星的環很不平常，首度從地基的天文台觀測到時呈現的是不完整的弧狀，航海家2號的影像顯示是完整的環，但是有著明亮的團塊。它被認為是受到牧羊犬衛星葛拉蒂的引力影響，而還有一些尚未被發現的牧羊犬衛星與這些團塊有關。
還不知道冥王星有無任何的環系統，但是有些天文學家猜想新視野號在2015年拜訪時有可能發現環系統。
也有人預測弗伯斯在一千萬年後會因為軌道衰減而瓦解成為行星環。
在忒伊亞的碰撞之後和結合成月球之前，地球一般也被認為有一個環系統；另外一篇2024年的研究認為，在奧陶紀中期距今大約4.66億年前的奥陶纪中期流星事件時，地球也可能曾有一段長達4千萬年的時期有自己的環。

## 光學上的比較

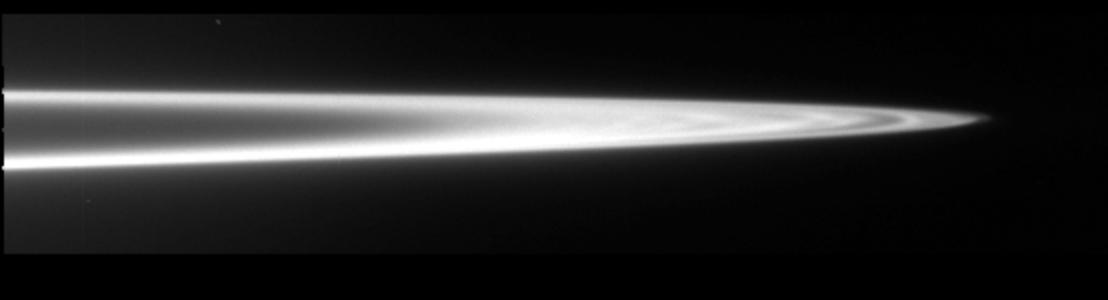
伽利略號的木星主環影像。

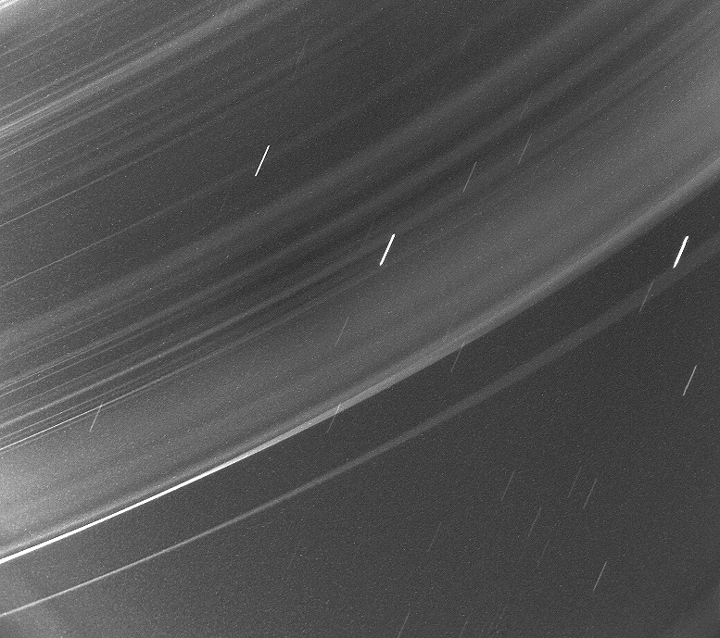
航海家2號的天王星環影像。

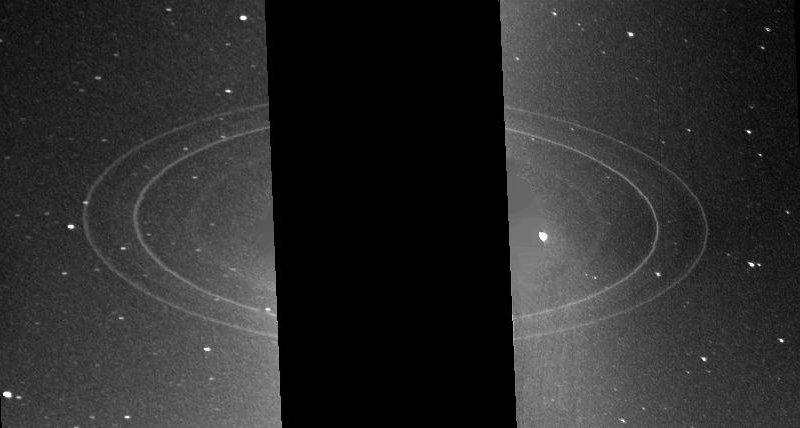
一對航海家2號的海王星環影像。

## 外部連結
- USGS/IAU Ring and Ring Gap Nomenclature（页面存档备份，存于）

## 註解
1. ↑  http://www.nasa.gov/mission_pages/cassini/media/rhea20080306.html （页面存档备份，存于） NASA - 
Saturn's Moon Rhea Also May Have Rings
2. ↑  Jones, G. H.; et al.. . Science (AAAS). 2008-03-07, 319 (5868): 1380–1384  [2009-01-10]. PMID 18323452. doi:10.1126/science.1151524. （原始内容存档于2009-02-21）.
3. ↑  Lakdawalla, E. . The Planetary Society web site. Planetary Society. 2008-03-06  [2008-03-09]. （原始内容存档于2011-07-26）. 外部链接存在于|work= (帮助)
4. ↑  . NASA (News Release 2007-149). 2007-12-12  [2008-04-11]. （原始内容存档于2008-04-15）.
5. ↑  Steffl, Andrew J.; S. Alan Stern. .   [2009-01-10]. astro-ph/0608036. （原始内容存档于2016-06-12）.
6. ↑  Holsapple, K. A. . Icarus. December 2001, 154 (2): 432–448  [2007-12-13]. doi:10.1006/icar.2001.6683. （原始内容存档于2016-06-12）.
7. ↑  Gürtler, J. & Dorschner, J: "Das Sonnensystem", Barth (1993), ISBN 3-335-00281-4
8. ↑  Tomkins, Andrew G.; Martin, Erin L.; Cawood, Peter A. . Earth and Planetary Science Letters. 2024-11-15, 646: 118991  [2024-10-18]. ISSN 0012-821X. doi:10.1016/j.epsl.2024.118991. （原始内容存档于2024-11-18）.